# Aphis violae
Aphis violae är en insektsart. Aphis violae ingår i släktet Aphis och familjen långrörsbladlöss. Inga underarter finns listade i Catalogue of Life.